# Division II i ishockey 1948/1949
Division II i ishockey 1948/1949 var den näst högsta divisionen i svensk ishockey under säsongen 1948/1949. Till denna säsong hade antalet lag minskat med 15 ner till 28 samtidigt som en nationell Division III bildats. Tidigare hade nedflyttning skett till lokala serier i landet och inte alltid på samma sätt från säsong till säsong. Samtidigt organiserades grupperna om i fyra regioner norra, västra, östra och södra varav västra och södra hade två grupper med fyra lag i varje där segraren kvalade mot den andra gruppsegraren i samma region för en plats i Division I. Sista laget flyttades ner. Norra och östra gruppen hade bara en grupp vardera med sex lag från vilken vinnaren fick en plats i Division I och de två sista lagen flyttades ner till Division III.

## Nya lag
I den nya gruppindelningen hade den tidigare dalagruppen slagits samman med norra gruppen, Västmanlandsgruppen blev Västra A, tidigare västra gruppen (Värmlandslagen) blev Västra B. 
- Division II Norra: Krylbo IF och Hofors IK överflyttade från den gamla Dalagruppen samt Kungliga Hälsinge Flygflottiljs IF från Söderhamn som flyttats upp.
- Division II Östra: Nacka SK från Division I Södra, Karlbergs BK från Stockholms innerstad och Sundbybergs IK båda från den gamla Södermanlandsgruppen. Dessutom hade IF Vesta från Uppsala flyttats upp.
- Division II Västra A: Västerås SK från Division I Norra samt IFK Västerås tillsammans med Örebrolagen BK Forward och IK Sturehov från den gamla Västmanlandsgruppen.
- Division II Västra B: Grums IK och IF Fellows från Mölndal.
- Division II Södra A: Atlas Diesels IF från Nacka och Tranebergs IF från Stockholm Västerort från Division I Södra respektive Norra samt Södertälje IF från den gamla södermanlandsgruppen. Dessutom hade Kungsholms IF flyttats upp.
- Division II Södra B: Kalmar FF och Norrköpings FF.[1][2]

## Division II Norra
| Nr | Lag                                | S  | V | O | F | GM | IM | MS  | P  |
| -- | ---------------------------------- | -- | - | - | - | -- | -- | --- | -- |
| 1  | IK Huge                            | 10 | 7 | 2 | 1 | 61 | 28 | +33 | 16 |
| 2  | Brynäs IF                          | 10 | 5 | 2 | 3 | 45 | 43 | +2  | 12 |
| 3  | Gefle IF                           | 10 | 4 | 2 | 4 | 29 | 30 | −1  | 10 |
| 4  | Krylbo IF                          | 10 | 4 | 2 | 4 | 37 | 39 | −2  | 10 |
| 5  | Hofors IK                          | 10 | 4 | 0 | 6 | 48 | 51 | −3  | 8  |
| 6  | Kungliga Hälsinge Flygflottiljs IF | 10 | 2 | 0 | 8 | 39 | 68 | −29 | 4  |

## Division II Östra
| Nr | Lag            | S  | V | O | F | GM | IM | MS  | P  |
| -- | -------------- | -- | - | - | - | -- | -- | --- | -- |
| 1  | Nacka SK       | 9  | 9 | 0 | 0 | 67 | 20 | +47 | 18 |
| 2  | Karlbergs BK   | 9  | 5 | 0 | 4 | 46 | 44 | +2  | 10 |
| 3  | Årsta SK       | 9  | 4 | 2 | 3 | 40 | 40 | 0   | 10 |
| 4  | Sundbybergs IK | 10 | 5 | 0 | 5 | 42 | 44 | −2  | 10 |
| 5  | IFK Stockholm  | 9  | 2 | 1 | 6 | 35 | 50 | −15 | 5  |
| 6  | IF Vesta       | 10 | 1 | 1 | 8 | 41 | 73 | −32 | 3  |

## Division II Västra
Grupp A
| Nr | Lag          | S | V | O | F | GM | IM | MS  | P  |
| -- | ------------ | - | - | - | - | -- | -- | --- | -- |
| 1  | Västerås SK  | 6 | 6 | 0 | 0 | 39 | 14 | +25 | 12 |
| 2  | BK Forward   | 6 | 3 | 0 | 3 | 24 | 30 | −6  | 6  |
| 3  | IFK Västerås | 6 | 2 | 0 | 4 | 17 | 22 | −5  | 4  |
| 4  | IK Sturehov  | 6 | 1 | 0 | 5 | 18 | 32 | −14 | 2  |

Grupp B
| Nr | Lag        | S | V | O | F | GM | IM | MS  | P  |
| -- | ---------- | - | - | - | - | -- | -- | --- | -- |
| 1  | Skiveds IF | 5 | 5 | 0 | 0 | 29 | 8  | +21 | 10 |
| 2  | IF Göta    | 4 | 2 | 0 | 2 | 12 | 13 | −1  | 4  |
| 3  | Grums IK   | 5 | 1 | 0 | 4 | 21 | 25 | −4  | 2  |
| 4  | IF Fellows | 2 | 0 | 0 | 2 | 2  | 18 | −16 | 0  |

Not: Serien kunde inte färdigspelas p.g.a. mild vinter.
Kval till Division I
- Västerås–Skived 4–3
- Skived–Västerås 3–7

## Division II Södra
Grupp A
| Nr | Lag              | S | V | O | F | GM | IM | MS  | P |
| -- | ---------------- | - | - | - | - | -- | -- | --- | - |
| 1  | Atlas Diesels IF | 5 | 4 | 1 | 0 | 40 | 14 | +26 | 9 |
| 2  | Södertälje IF    | 6 | 3 | 0 | 3 | 47 | 26 | +21 | 6 |
| 3  | Tranebergs IF    | 6 | 2 | 1 | 3 | 21 | 32 | −11 | 5 |
| 4  | Kungsholms IF    | 5 | 1 | 0 | 4 | 17 | 43 | −26 | 2 |

Grupp B
| Nr | Lag            | S | V | O | F | GM | IM | MS  | P |
| -- | -------------- | - | - | - | - | -- | -- | --- | - |
| 1  | IK Sleipner    | 5 | 4 | 1 | 0 | 32 | 13 | +19 | 9 |
| 2  | IFK Norrköping | 6 | 4 | 1 | 1 | 28 | 19 | +9  | 9 |
| 3  | Kalmar FF      | 5 | 2 | 0 | 3 | 20 | 29 | −9  | 4 |
| 4  | Norrköpings FF | 6 | 0 | 0 | 6 | 17 | 36 | −19 | 0 |

Kval till Division I
- Sleipner–Atlas Diesel 0–2
- Atlas Diesel–Sleipner 2–0